# Вільшаниця (Шепетівський район)
Вільша́ниця — село Шепетівського району Хмельницької області. Входить до складу  Білогірської селищної громади.
До 2020 Вільшаниця — центр Вільшаницької сільської ради. До складу сільської ради входило також село Варивідки.
Загальна територія сільради — 2225 га (орної землі — 1263 га, лісів — 109 га, ставків — 0,9 га). Населення села за переписом 2001 року становило 344 особи, в 2011 році — 297 осіб.
Вільшаниця розташована на захід на відстані 10 кілометрів від смт Білогір'я. Села Вільшаниця та Варивідки розташовані вздовж залізничної колії, яка з'єднує Тернопіль і Шепетівку. Праворуч уздовж обох сіл протікає річка Горинь.
Люди на цій території селилися з давніх-давен. 1959 р. Дністровсько-Волинською експедицією було знайдено поселення епохи бронзи та зразки ліпної кераміки навпроти села Вільшаниця.

## Історія
Села Вільшаниця і Вариводки виникли у XVI ст. Точних історичних джерел про заснування цих сіл немає. Є лише згадка про те, що 1563 р. селяни Вариводки повстали проти місцевого пана М.Сенюти, вбили його, після чого втекли. Назва с. Вільшаниця походить від великих заростей вільхи.
Жителі с. Вільшаниця і Вариводки в середні віки були переважно кріпаками, які працювали у сільському господарстві.
Поселення під назвою Олешинці вперше згадується в документах як володіння кременецького старости Дениса Мокосія, надане йому Казимиром Ягелончиком 1442 р. 1665 р. село згадується як володіння Христини Сенюти. У 1718 р. тут було побудовано дерев'яну церкву котра була спалена перед Другою Світовою війною одним із активістів колгоспу.
Про те, що жителями села були козаки які причому брали участь в селянських повстаннях, які були звичним явищем свідчать численні козацькі могили з великими кам'яними хрестами. Ці хрести частково збереглися в двох місцях, а частина була знищена більшовиками або використана як будівельні матеріали.
У XIX — початку XX ст. село входило до складу Ямпільської волості Кременецького повіту. У 1888 р. тут проживало 622 парафіяни та було 80 будинків.
У 1906 році село Ямпільської волості Кременецького повіту Волинської губернії. Відстань від повітового міста 44 верст, від волості 4. Дворів 113, мешканців 719.
До 1917 р. с. Вільшаниця входила до Велико-Дедеркальської волості Кременецького повіту Волинської губернії, а с. Вариводки — до Уніївської волості Острозького повіту цієї ж губернії.
7 (20) листопада 1917 року, відповідно до Третього Універсалу Української Центральної Ради, увійшло до складу Української Народної Республіки.
Радянська влада закріпилась в селах наприкінці 1920 р. після відступу за кордон військ УНР. У 1922 р. було створено першу сільську раду, яку очолив Кирило Павлович Медведь. Місцевий колгосп «Новий шлях» створено на початку 1930-х рр. Колгосп у 1939 р. був учасником Всесоюзної сільськогосподарської виставки.
Під час голодомору 1932—1933 років частина жителів вимерла (точних даних немає) і єдиним способом вижити особливо для дітей була школа, у якій давали 200 г супу із кропиви.
До 1939 року на території села знаходилась прикордонна застава, адже село межує з с.Шкроботівка Тернопільської обл., а тоді це була територія Польщі. Було розпочато будівництво військового заводу, але з переформування застави в вересні 1939 року будівництво припинили. Колишня казарма збереглась донині і використовується як приміщення для бібліотеки та клубу.
Збереглися пам'ятки війни — доти масивна споруда з бетону, з товщиною стін до 1-1,5 метра, заввишки 3—4 поверхи, з яких тільки частина верхнього виглядає із землі.
На початку липня 1941 р територія сільради була захоплена німецькими окупантами і визволена 27—28 лютого 1944 партизанським загоном.
Понад 100 жителів Вільшаниці воювали на фронтах Другої світової війни. Смертю хоробрих полягли в боях з ворогом Павло Іванович Машталір, Ілля Хомич Іваньков, а загалом 96 жителів загинули на війні.
Після звільнення від німецько-нацистських загарбників головою сільради працював І. Величко У 1950 р колгосп «Ленінська кузня» с. Вариводки був об'єднаний з колгоспом «Новий шлях» с. Вільшаниця.
З 1964 р. колгосп носив ім'я Ярославського, відомого компартійного діяча Радянського Союзу. Після 1992 р. колективне господарство перейменовано в колгосп ім. Лесі Українки. Внаслідок реформування сільськогосподарських підприємств у 1999 р. на базі сільськогосподарської спілки ім. Лесі Українки було утворено ТОВ «Правда», але недоліки в господарюванні, низькі прибутки не давали змоги рентабельно розвиватись вищезгаданому господарству. Тому в жовтні 2000 року власники земельних часток (паїв) підписали 332 угоди на оренду землі з ДТ ЗАТ корпорації «Агротех» агрофірми «Білогірська» Частина працездатних членів колишнього ТОВ «Правда» уклала з «Агротехом» трудові угоди, решта працюють за тимчасовими угодами на сезонних роботах. Отже, колективне господарство розпалось, оскільки не мало змоги самостійно розвиватись.
Зараз у селі працює 9-тирічна школа, де навчається близько сорока учнів.
12 червня 2020 року, відповідно до розпорядження Кабінету Міністрів України № 727-р «Про визначення адміністративних центрів та затвердження територій територіальних громад Хмельницької області», увійшло до складу Білогірської селищної громади.
19 липня 2020 року, в результаті адміністративно-територіальної реформи та ліквідації Білогірського району, село увійшло до складу новоутвореного Шепетівського району.

## Відомі люди
- Л. А. Войтюк — учасник повстання на броненосці «Потьомкін»; в роки громадянської війни — активний учасником революційного руху.

## Галерея

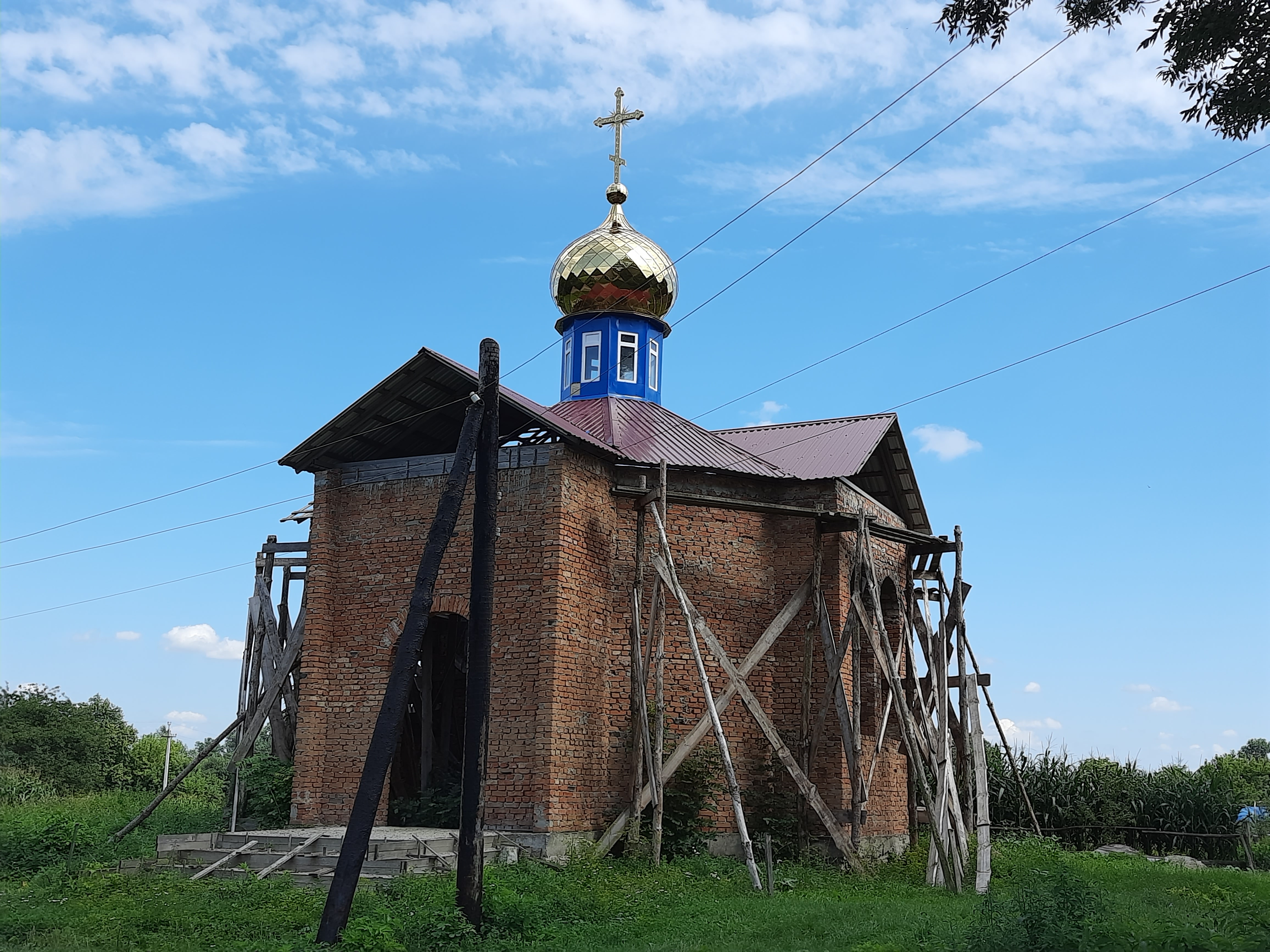
Будується церква
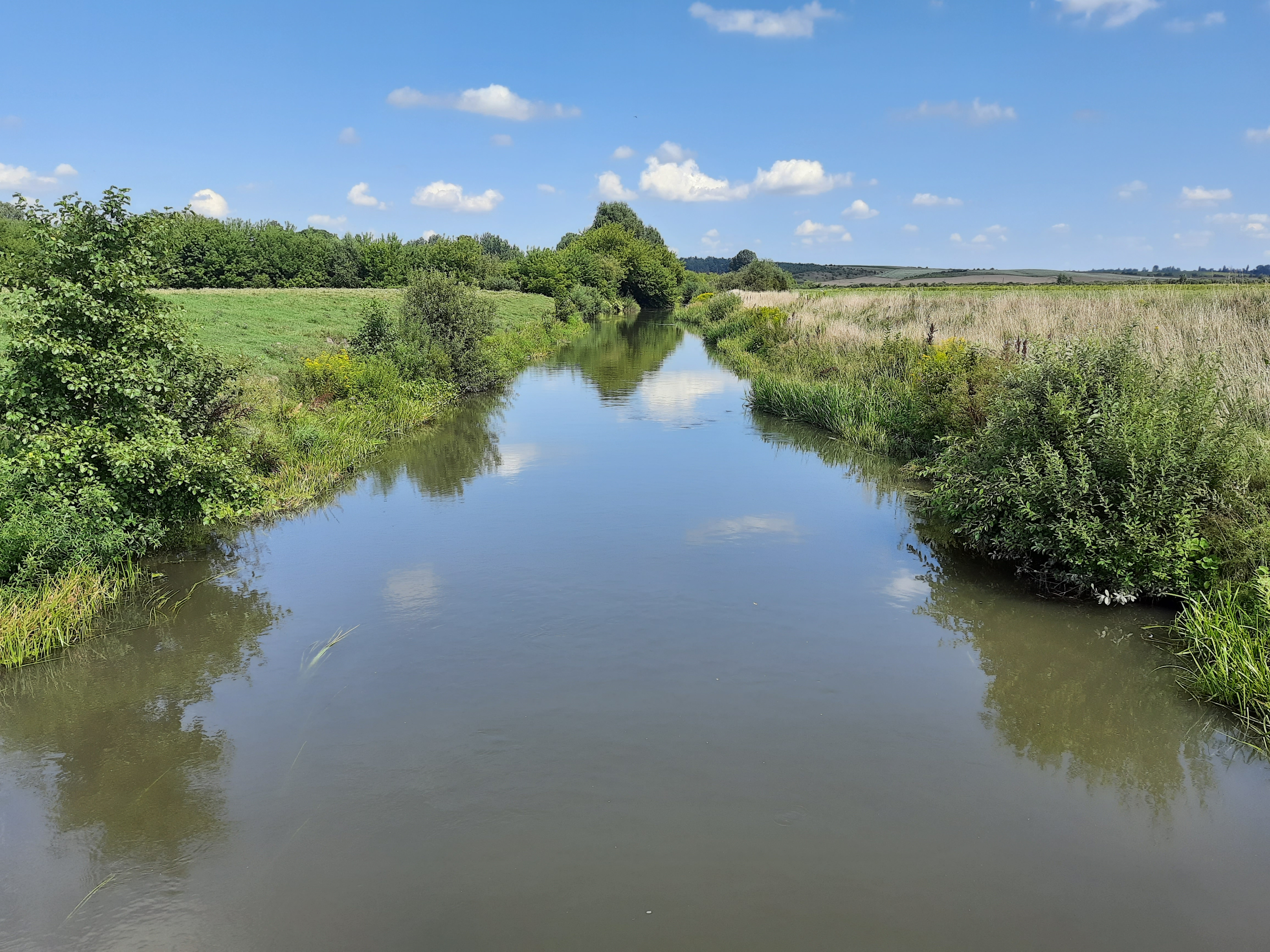
Річка Горинь біля села
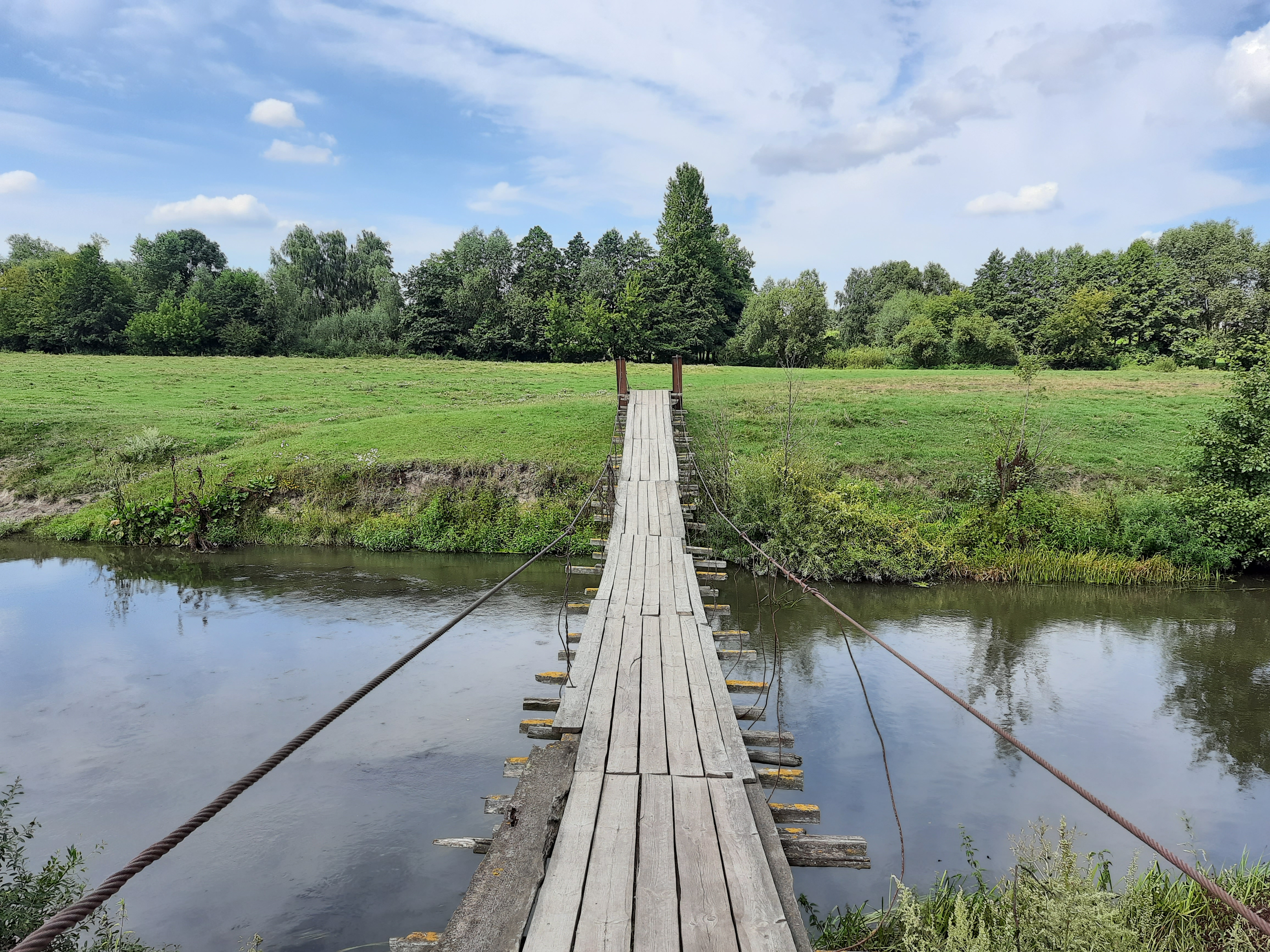
Кладка через Горинь
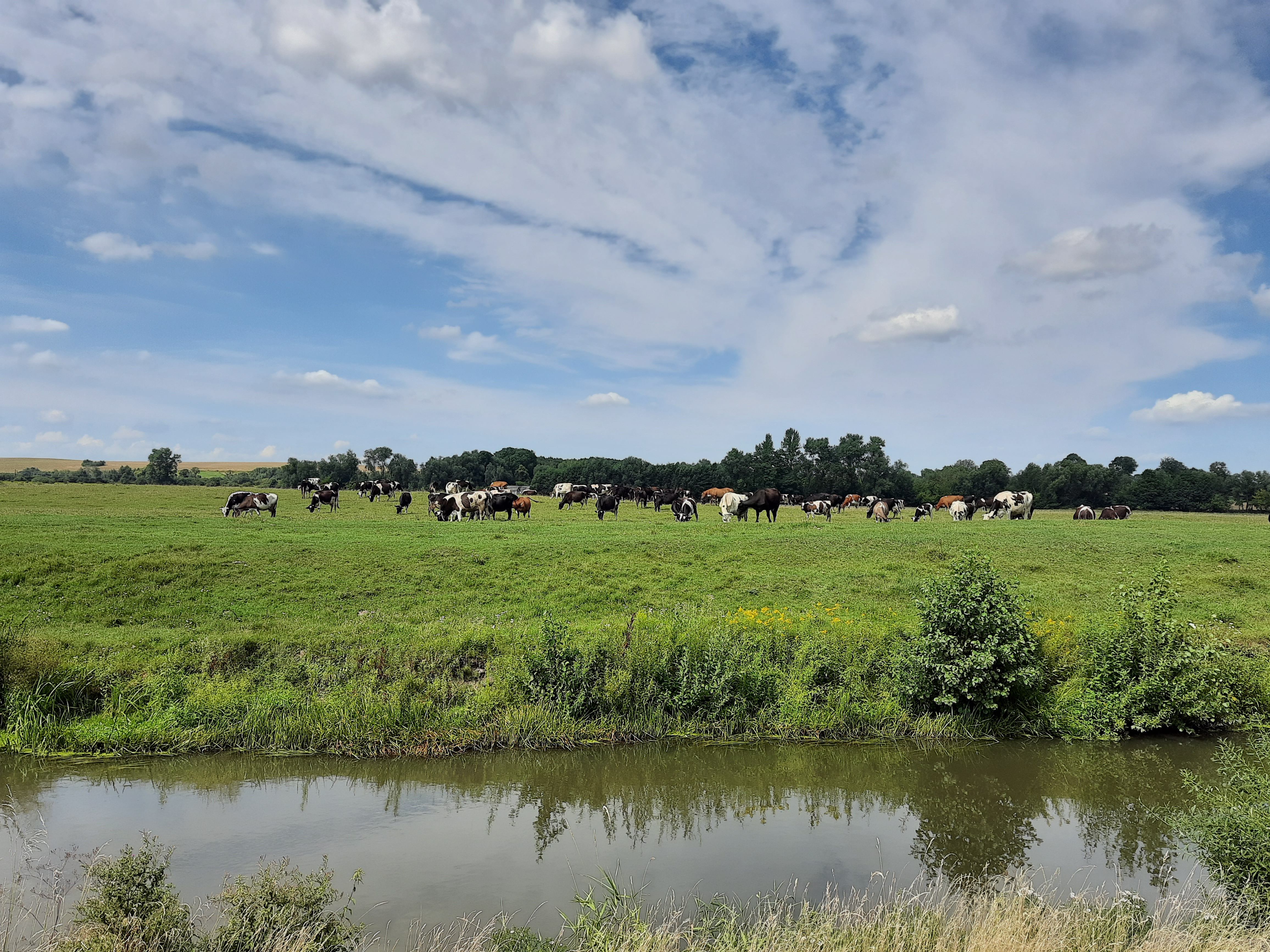
Краєвид біля села